# مونالیزا (فیلم)
«مونالیزا» (کنادا: ಮೊನಾಲಿಸ) فیلمی در ژانر رمانتیک است که در سال ۲۰۰۴ منتشر شد.